# NGC 5435
NGC 5435 је двојна звезда у сазвежђу Девица која се налази на NGC листи објеката дубоког неба.
Деклинација објекта је - 5° 55' 50" а ректасцензија 14h 4m 0,2s. Привидна величина (магнитуда) објекта NGC 5435 износи 14,0.